# Quiscalus
Genre
Quiscalus est un genre qui regroupe sept espèces (dont une disparue) de passereaux américains appartenant à la famille des Icteridae.

## Liste des espèces
D'après la classification de référence (version 5.2, 2015) du Congrès ornithologique international (ordre phylogénique) :
- Quiscalus quiscula – Quiscale bronzé
- Quiscalus nicaraguensis – Quiscale du Nicaragua
- Quiscalus lugubris – Quiscale merle
- Quiscalus niger – Quiscale noir
- Quiscalus major – Quiscale des marais
- Quiscalus mexicanus – Quiscale à longue queue
- †Quiscalus palustris – Quiscale de Mexico